# Prudnik
Prudnik (tysk: Neustadt, Neustadt in Oberschlesien) er en by i Voivodskabet Opole i Polen.
Før 1945 var byen en del af Tyskland.

## Venskabsbyer
Grodków har følgende venskabsbyer:
- Northeim, Tyskland
- Bohumín, Tjekkiet
- Nadvirna, Ukraine
- Krnov, Tyskland
- San Giustino, Italien